# Brucea javanica
Brucea javanica är en bittervedsväxtart som först beskrevs av Carl von Linné, och fick sitt nu gällande namn av Elmer Drew Merrill. Brucea javanica ingår i släktet Brucea och familjen bittervedsväxter. Inga underarter finns listade i Catalogue of Life.